# زلیونیه پرودی
زلیونیه پرودی (به لاتین: Zelyonyye Prudy) یک منطقهٔ مسکونی در روسیه است که در استان آستراخان واقع شده‌است.